# Anthrax semitristis
Anthrax semitristis är en tvåvingeart som först beskrevs av Philippi 1865.  Anthrax semitristis ingår i släktet Anthrax och familjen svävflugor. Inga underarter finns listade i Catalogue of Life.